# 酒井健
酒井 健（さかい たけし、1954年4月29日 - ）は、日本のフランス文学者・思想史家・美術史家。法政大学名誉教授。

## 来歴
東京都生まれ。1978年東京大学文学部仏文科卒、同大学院進学を経てパリ第一大学に留学、1986年にジョルジュ・バタイユ論で博士号取得、1988年東大大学院博士課程満期退学。1988年電気通信大学専任講師、1991年助教授、2000年法政大学第一教養部教授、2003年文学部教授、定年退任し名誉教授。
2000年、『ゴシックとは何か』でサントリー学芸賞受賞。

## 著書
- 『バタイユ入門』ちくま新書 1996、のち電子書籍
- 『ゴシックとは何か 大聖堂の精神史』講談社現代新書 2000 / ちくま学芸文庫 2006
- 『バタイユ　聖性の探究者』人文書院 2001
- 『絵画と現代思想』新書館 2003
- 『バタイユ 魅惑する思想』白水社 2005、新版2022
- 『死と生の遊び 縄文からクレーまで 美術の歴史を体感する』魁星出版 2006
- 『バタイユ』青土社 2009
- 『シュルレアリスム　終りなき革命』中公新書 2011
  - 増補『シュルレアリスム　その思想と時代』ちくま学芸文庫 2025.9
- 『「魂」の思想史 近代の異端者とともに』筑摩選書 2013
- 『夜の哲学　バタイユから生の深淵へ』青土社 2016
- 『バタイユと芸術　アルテラシオンの思想』青土社 2019
- 『ロマネスクとは何か　石とぶどうの精神史』ちくま新書 2020
- 『特講 私にとって文学部とは何か　「遠方のパトス」のために』景文館書店 2021 - 小冊子

### 翻訳
- バタイユ『ニーチェについて 好運への意志 無神学大全』現代思潮社 1992
- バタイユ『純然たる幸福』人文書院 1994 / ちくま学芸文庫 2009
- バタイユ『ランスの大聖堂』みすず書房 1998 / ちくま学芸文庫 2005
- バタイユ『エロティシズム』ちくま学芸文庫 2004
- バタイユ編著『ニーチェ覚書』ちくま学芸文庫 2012
- バタイユ『ヒロシマの人々の物語』景文館書店 2015
- バタイユ『魔法使いの弟子』景文館書店 2015
- バタイユ『太陽肛門』景文館書店 2018 - 各・小冊子
- バタイユ『呪われた部分　全般経済学試論・蕩尽』ちくま学芸文庫 2018